# Bedřich Landrock
Bedřich Landrock, křtěný Fridrich August, též Friedrich Landrock nebo Lantrok (10. prosince 1826 Horažďovice – 15. ledna 1894 Kuks), byl rakouský římskokatolický duchovní a politik české národnosti z Čech, v 60. letech 19. století poslanec Českého zemského sněmu.

## Biografie
27. ledna 1850 byl vysvěcen na kněze. Po dobu sedmnácti let vykonával funkci katechety a ředitele hlavní školy ve Dvoře Králové nad Labem. Uvádí se i jako ředitel tamní nižší reálné školy. V období let 1869–1885 střídavě působil jako farář v Lomech na Důlku v Kuněticích a v Bělé u Bohdanče. Působil také jako děkan v Jaroměři. Patřil mezi vlastenecky orientované české kněze. Byl označován za výborného řečníka a kazatele. Působil i jako hudebník, skladatel, básník a spisovatel. Byl členem Českého muzea. Roku 1861 mu město Smiřice udělilo čestné občanství. Kromě toho získal čestné občanství i od města Dvůr Králové nad Labem. Měl titul biskupského notáře. Byl mu též udělen Zlatý záslužný kříž.
Po obnovení ústavního systému vlády počátkem 60. let se zapojil i do vysoké politiky. V zemských volbách v Čechách roku 1861 byl zvolen na Český zemský sněm, kde zastupoval kurii venkovských obcí, obvod Dvůr Králové, Jaroměř. Byl tehdy uváděn jako oficiální český kandidát (Národní strana, staročeská). Na mandát rezignoval v prosinci 1862.
V srpnu 1893 odešel kvůli přetrvávající nemoci na odpočinek a uchýlil se do kláštera v Kuksu. Penzionovaný jaroměřský děkan Bedřich Landrock zemřel v lednu 1894 v klášteře milosrdných bratrů v Kuksu.